# Johannes XXIII.

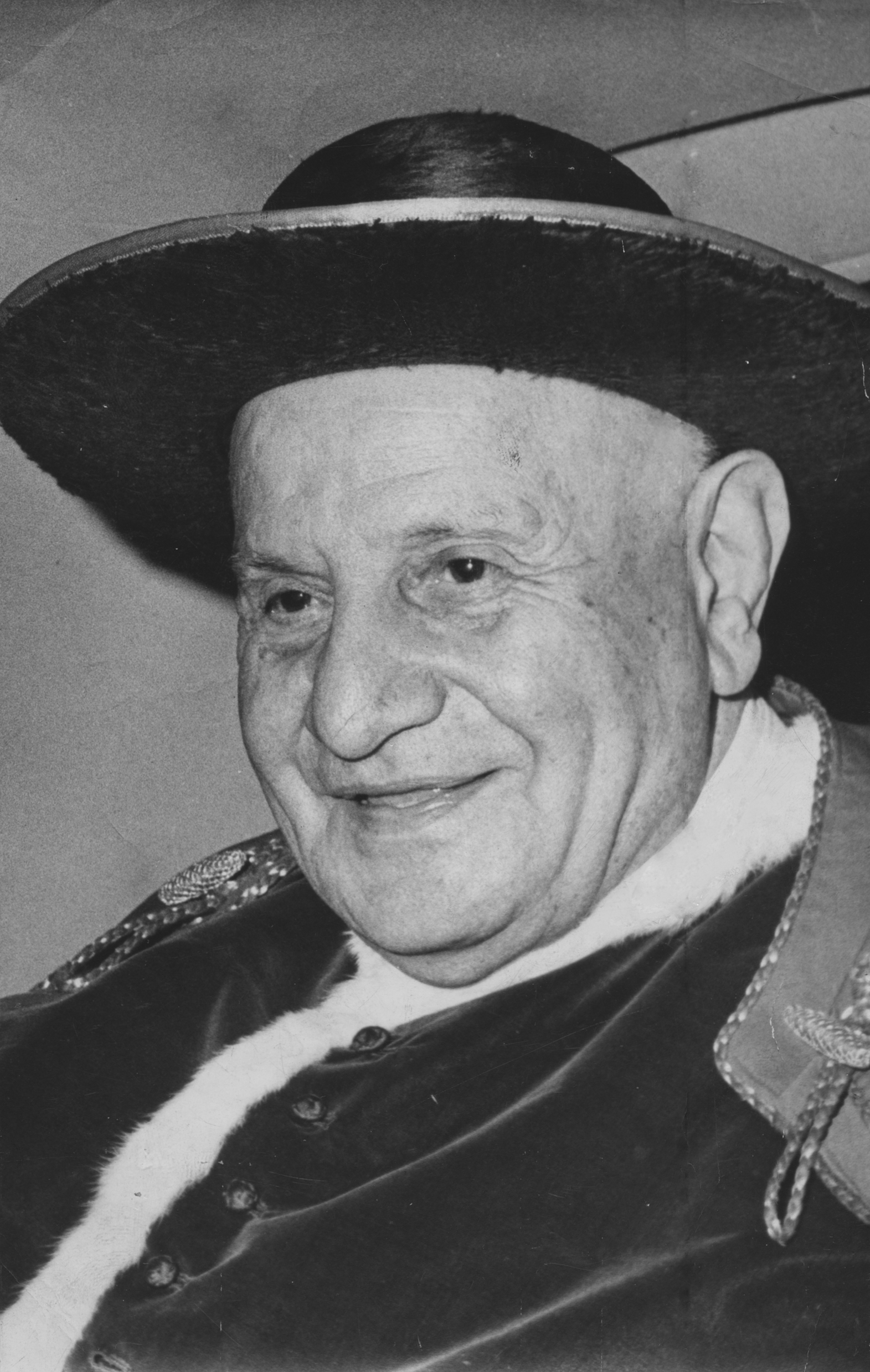
Johannes XXIII.

Wappen Johannes’ XXIII.

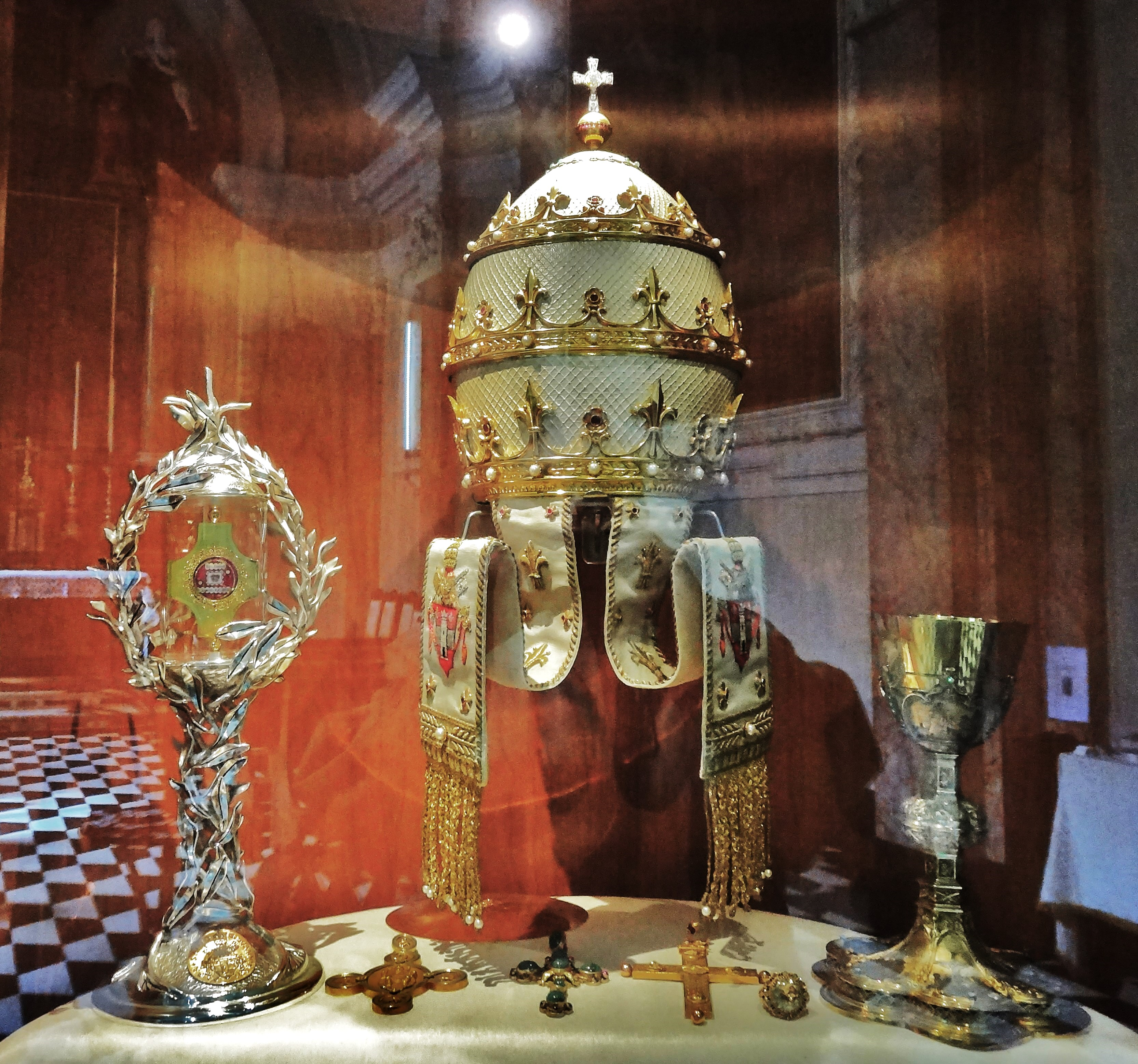
Reliquien im Dom von Bergamo

Johannes XXIII. (lateinisch Ioannes XXIII, bürgerlich Angelo Giuseppe Roncalli [ˈandʒelo dʒuˈzɛppe roŋˈkalli]; * 25. November 1881 in Sotto il Monte; † 3. Juni 1963 in der Vatikanstadt) war vom 28. Oktober 1958 bis zu seinem Tod 4 Jahre und 7 Monate lang der 261. Papst der römisch-katholischen Kirche. Er wird auch „der Konzilspapst“ und wegen seiner Bescheidenheit und Volksnähe im Volksmund il Papa buono („der gute Papst“) genannt.
Am 3. September 2000 wurde er von Johannes Paul II. selig- und am 27. April 2014 von Franziskus heiliggesprochen. Sein Gedenktag in der römisch-katholischen Kirche ist der 11. Oktober, der Tag der Eröffnung des Zweiten Vatikanischen Konzils im Jahr 1962. Die evangelisch-lutherische Kirche in Amerika gedenkt seiner am 3. Juni, seinem Todestag.

## Leben bis zum Pontifikat

### Jugend
Angelo Giuseppe Roncalli wurde in ärmlichen Verhältnissen als Sohn von Marianna Roncalli und Giovanni Battista in Sotto il Monte am Rand der Alpen geboren; sein Vater war ein mezzadro (Halbpächter), ein Bauer, der die Hälfte seiner Ernte an den Gutsherrn abzuliefern hatte. Angelo wuchs mit zwölf Geschwistern in einer bäuerlichen Großfamilie auf. Ein besonderes Verhältnis hatte der junge Angelo zu seinem Großonkel Zaverio, der für sein Glaubensleben richtungsweisend wurde. Die Begabung des Knaben wurde durch den Gemeindepfarrer Don Rebuzzini erkannt und gefördert. Mit privatem Lateinunterricht förderte der Pfarrer seinen Schüler. Doch Angelos Vater war dagegen, da er auf dessen Arbeitskraft nicht verzichten konnte. Der Aussicht, dass sein Sohn Priester werden sollte, stand er skeptisch gegenüber. Nur mühsam konnte der Vater überzeugt werden. 1892 wurde Angelo ins Vorbereitungsseminar in Bergamo aufgenommen. Anschließend konnte er das theologische Seminar besuchen. 1901 leistete er seinen einjährigen Wehrdienst in der italienischen Armee ab. Anschließend studierte er in Rom, wo er am 18. Dezember 1903 zum Diakon geweiht wurde. Ein Jahr später schloss er sein Studium mit der Promotion zum Dr. theol. ab.

### Priester, Professor und Militärkaplan
Am 10. August 1904 wurde Roncalli in der Kirche Santa Maria in Montesanto zum Priester geweiht. Anlässlich der Priesterweihe wurde er dem damaligen Papst Pius X. vorgestellt. Früh lernte er auch die späteren Päpste Achille Ratti und Eugenio Pacelli kennen. Von 1905 bis 1914 wirkte Roncalli als Sekretär des Bischofs Graf Radini Tedeschi von Bergamo, den er zeitlebens sehr verehrte. Mit dem Bischof unternahm Roncalli viele Auslandsreisen, u. a. 1906 ins zum Osmanischen Reich gehörende Palästina. Er blieb seinem Seminar in Bergamo als Professor weiterhin verpflichtet und lehrte dort Kirchengeschichte. Mit dem Tod seines Förderers verlor Roncalli sein Sekretärsamt.
Mit der Kriegserklärung Italiens an Österreich-Ungarn am 23. Mai 1915 wurde Roncalli wie alle seine vier Brüder eingezogen. Er diente erst als Sanitätssoldat, später wurde er Militärseelsorger. 1916 wurde Roncalli zum Leutnant befördert und an die Front versetzt, im Oktober 1917 war er als Feldkaplan bei der Schlacht um Caporetto im Reservelazarett „Ricovero Nuovo“ in Bergamo eingesetzt. Erst im Frühjahr 1919 wurde er aus dem Militärdienst entlassen.
Nach dem Krieg wirkte er als Jugend- und Studentenpfarrer. Von Papst Benedikt XV. 1921 nach Rom versetzt, wurde er zum Präsidenten des Zentralrates des Päpstlichen Missionswerkes in Italien und zum Monsignore erhoben. In dieser Eigenschaft besuchte er am 23. Dezember 1921 den Franziskus-Xaverius-Verein in Aachen (heute: Missio Aachen), und anschließend Köln, wo er am 27. Dezember 1921 im Dom die Heilige Messe feierte.

### Diplomat des Heiligen Stuhls
Am 3. März 1925 wurde Roncalli zum Apostolischen Visitator für Bulgarien, wo er den Weg zum regionalen Dialog zwischen der katholischen und orthodoxen Kirche ebnete, und Titularerzbischof von Areopolis ernannt. Für diese Aufgabe bedurfte es der Bischofsweihe, die er am 19. März 1925 durch Giovanni Tacci Porcelli, Sekretär der Kongregation für die orientalische Kirche, empfing. Mitkonsekratoren waren Giuseppe Palica, Vizegerent des Bistums Roms, und Francesco Marchetti Selvaggiani, Sekretär der Kongregation für die Verbreitung des Glaubens. Sein Wahlspruch lautete Oboedientia et pax („Gehorsam und Friede“). 1931 erfolgte die Erhebung zum Apostolischen Delegaten von Bulgarien.

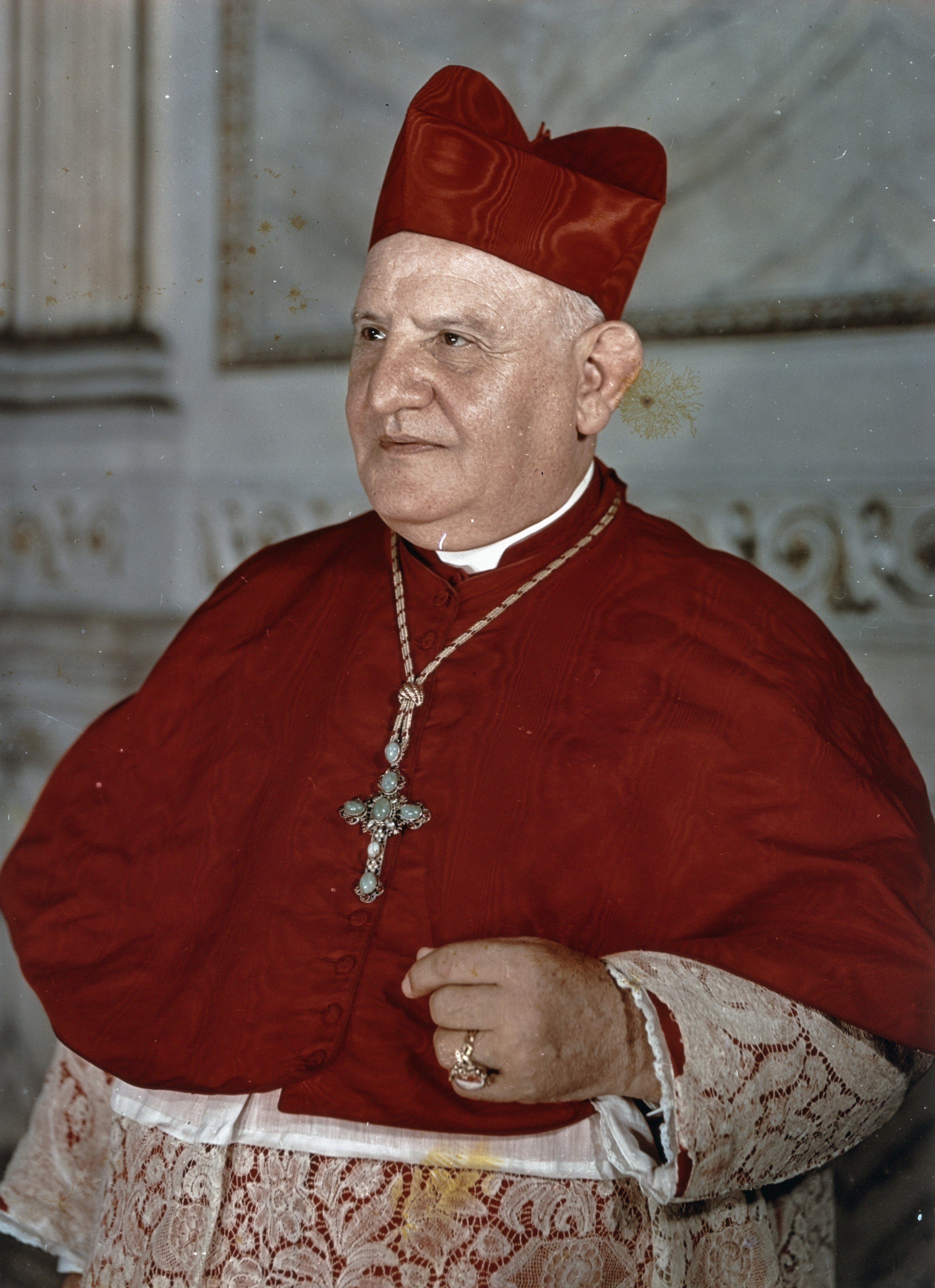
Roncalli als Kardinalpatriarch von Venedig

Am 30. November 1934 folgte die Ernennung Roncallis zum Apostolischen Delegaten und Vikar für die Türkei und Griechenland. Gleichzeitig wurde ihm das Titularerzbistum Mesembria zugeordnet. In der Türkei Atatürks war Roncalli als Bischof von Konstantinopel für die kleine katholische Gemeinde als Seelsorger tätig. Atatürk schaffte den Islam als Staatsreligion ab. Es war verboten, in der Öffentlichkeit geistliche Tracht zu tragen. Hier wurde Roncalli vom Zweiten Weltkrieg überrascht. Während des Krieges verhalf er Juden zur Flucht aus dem von der deutschen Wehrmacht (seit März 1944) besetzten Ungarn. Roncalli versuchte, eine größere jüdische Flüchtlingsgruppe, die ohne Verpflegung in der Türkei festgesetzt worden war, zu befreien. Als diplomatische Verhandlungen mit Franz von Papen erfolglos waren, erbat er von den deutschen Bischöfen ein Schreiben, aus dem hervorgehen sollte, dass es sich bei der Gruppe um deutsche Katholiken handele, die zum Geburtsort des hl. Paulus von Tarsus pilgern wollten. Dieses Schreiben wurde als echt anerkannt und ebnete den vermeintlichen Katholiken den weiteren Weg.
Am 22. Dezember 1944 wurde er von Papst Pius XII. als Apostolischer Nuntius nach Frankreich versetzt. Diese Aufgabe war nicht einfach und erforderte diplomatisches Geschick, da sein Vorgänger im Amt mit dem Regime unter Philippe Pétain zusammengearbeitet hatte. Durch seine freundliche Art konnte Roncalli die Franzosen schnell für sich gewinnen, und es gelang ihm auch, einen Großteil der Bischöfe, die der neuen französischen Regierung (unter Charles de Gaulle) nicht genehm waren, im Amt zu halten.

### Kardinalat
Am 12. Januar 1953 wurde er von Papst Pius XII. zum Kardinal kreiert (Titelkirche S. Prisca) und drei Tage darauf zum Patriarchen von Venedig erhoben. Das relativ gute Einvernehmen mit der französischen Regierung zeigte sich darin, dass der Präsident der Französischen Republik, Vincent Auriol, einer alten Gepflogenheit gemäß dem neu ernannten Kardinal das Kardinalsbirett aufsetzte. Pius XII. entsandte ihn im September 1954 als Päpstlichen Legaten zum Nationalen Eucharistischen Kongress des Libanon nach Beirut.

### Wahl zum Papst
Nach dem Tod Pius’ XII. wurde Roncalli am 28. Oktober 1958, dem vierten Tag des Konklaves, im 11. Wahlgang durch die 51 Mitglieder des Kardinalskollegiums zum Papst gewählt; dem Vernehmen nach erhielt Roncalli 38 Stimmen, die zweitmeisten Stimmen entfielen demnach auf Kardinal Grégoire-Pierre Agagianian.
Die Krönung des neuen Papstes am 4. November 1958, dem Fest des hl. Karl Borromäus, beeindruckte die Weltöffentlichkeit, als der Papst sich mit Bezug auf seinen Taufnamen Giuseppe mit „Ich bin Josef, euer Bruder“ (Gen 45,4 ) vorstellte.

### Namenswahl
Bis zum Jahr 1415 war Johannes der beliebteste Papstname – man zählte 21 Päpste und 3 Gegenpäpste dieses Namens (siehe auch Liste der Päpste).
Umstritten war die gültige Zählung. Es gab Abschreibfehler und andere Störungen. Irrtümlich wurde bei der Zählung Johannes XX. übersprungen. Das Konzil von Konstanz setzte 1415 zur Beendigung des Schismas zwei Gegenpäpste ab, von denen einer den Namen Johannes XXIII. führte. Seitdem hatte kein Papst mehr den Namen Johannes angenommen. Mit seiner Namenswahl verhalf Roncalli der zuletzt anerkannten Zählweise zur amtlichen Geltung.

## Pontifikat

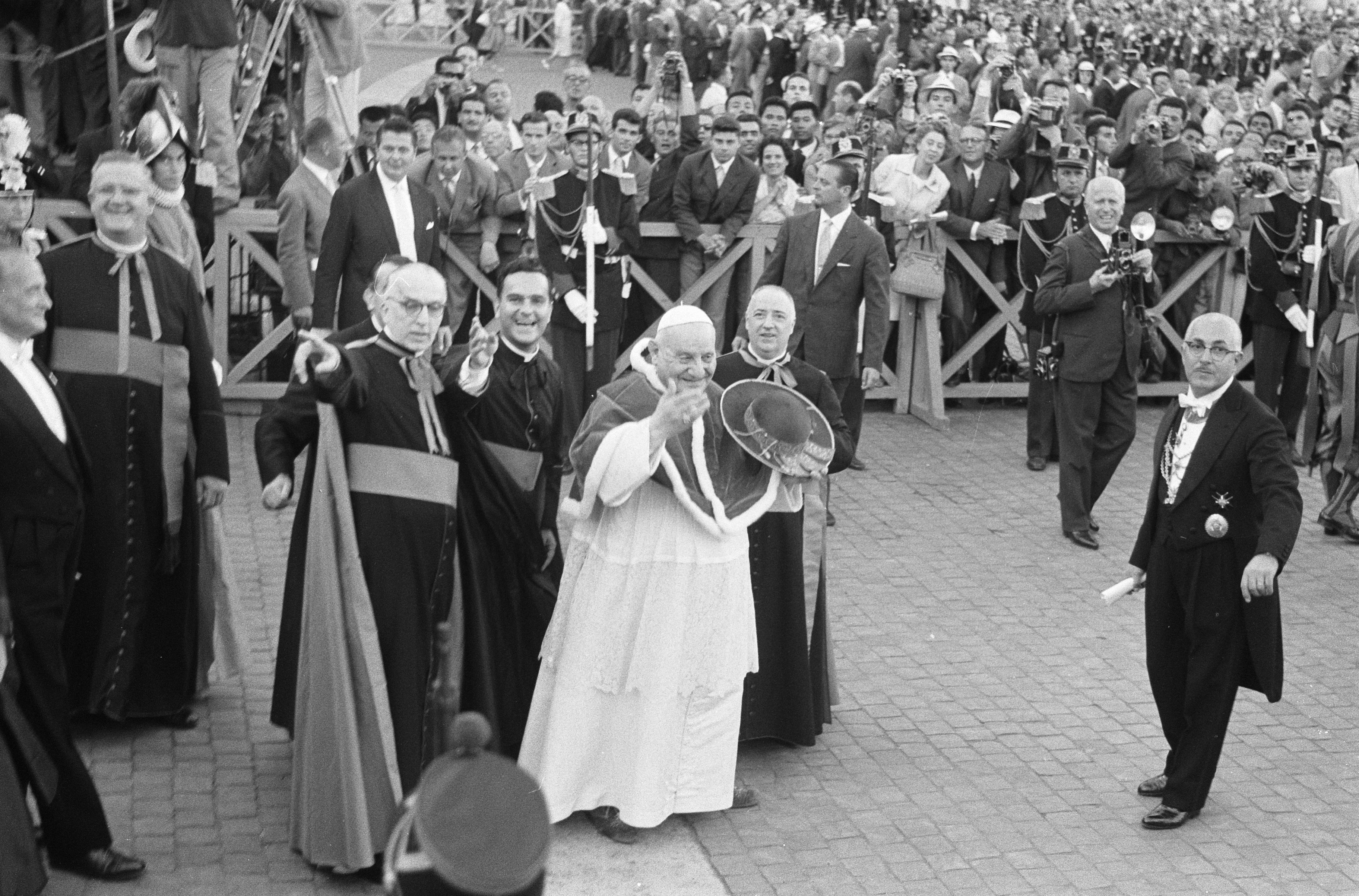
Johannes XXIII. bei den Olympischen Spielen in Rom (1960)

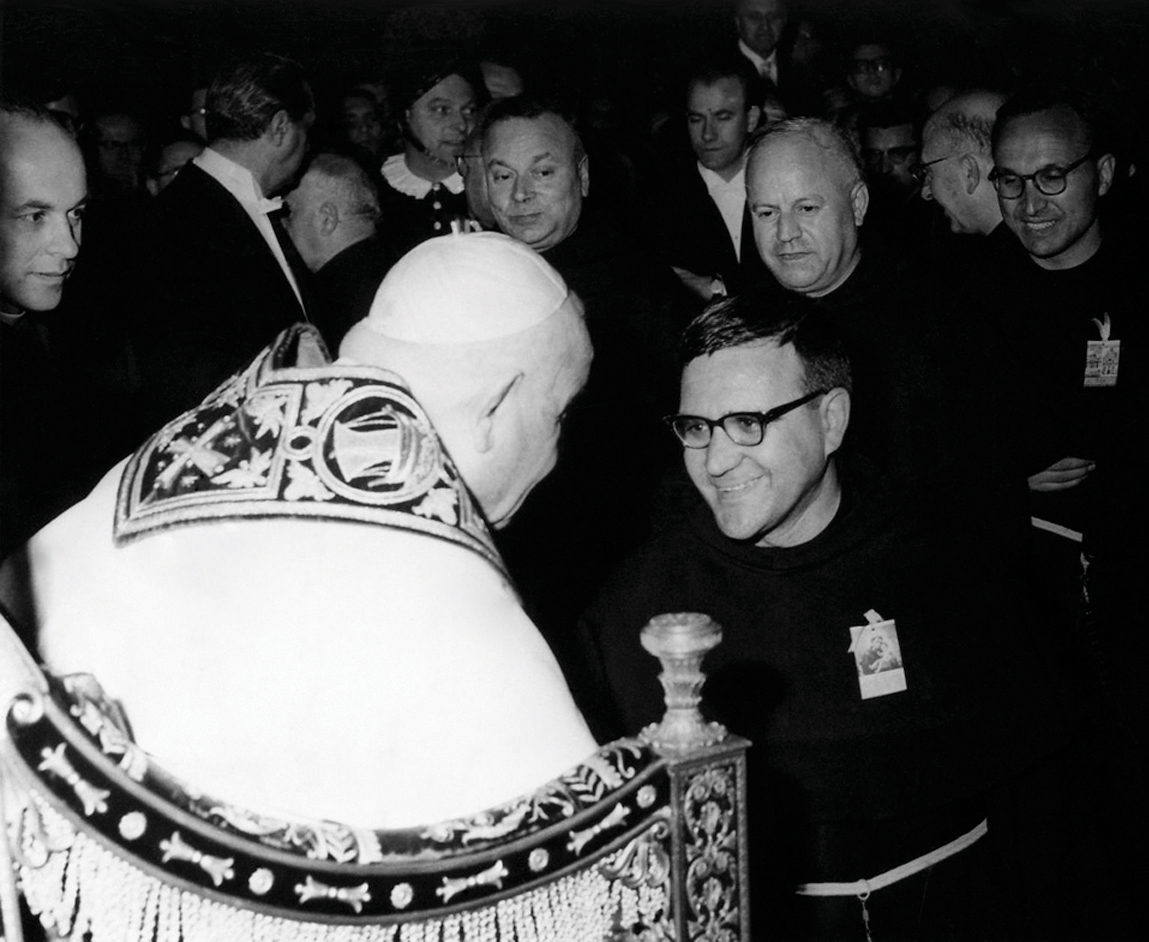
Audienz Johannes’ XXIII. (1962)

Johannes XXIII. stellte sein Pontifikat u. a. unter den Schutz des hl. Franz von Sales. Nach seiner Wahl wurde Roncalli wegen seines hohen Alters und seiner konservativen Frömmigkeit in der Presse als Übergangspapst und Kompromisslösung bezeichnet, erwies sich jedoch bald als einer, der Mut zu historischen Veränderungen hatte.

### Organisation des Vatikans
Zudem reorganisierte Johannes die Kurie. Mit Domenico Tardini ernannte er 1958 erstmals seit dem Tod Luigi Magliones 1944 wieder einen Kardinalstaatssekretär. Seit 1952 hatten sich Tardini sowie sein späterer Nachfolger Giovanni Battista Montini (bis 1954) als Pro-Staatssekretäre ohne Kardinalsrang die Aufgaben geteilt. Auch das Amt des Camerlengos, seit dem Tod Lorenzo Lauris 1941 vakant, besetzte er wieder. Zur Stärkung der Ökumene gründete der Papst am 5. Juni 1960 den Päpstlichen Rat zur Förderung der Einheit der Christen und benannte Augustin Bea zum ersten Präsidenten.
Im alltäglichen Leben als Papst nahm er als historisch geltende Veränderungen vor. Er schaffte den Fußkuss und die bislang vorgeschriebenen drei Kniefälle bei Privataudienzen ab, doch, wie Jörg Ernesti anmerkt, beließ er „ansonsten beim Zeremoniell alles beim Alten.“ Seine einzige Reise führte ihn eine Woche vor der Eröffnung des Konzils im Oktober 1962 nach Loreto und Assisi, um für das Gelingen desselben zu beten. Er war damit der erste Papst seit Pius IX., der, von der Sommerresidenz Castel Gandolfo abgesehen, Rom für eine Reise verlassen hatte, weshalb ihn die Römer in Anspielung auf die Kirchen vor den römischen Mauern Giovanni fuori le mura nannten.

### Menschenrechte
Mit seiner 1963 veröffentlichten Enzyklika Pacem in terris (PT) vollzieht der Vatikan eine tiefgreifende Wende, indem er erstmals die Menschenrechte anerkennt. Die am 10. Dezember 1948 von den Vereinten Nationen angenommene Allgemeine Erklärung der Menschenrechte wird als „Akt von höchster Bedeutung“ bezeichnet. Durch sie werde „die Würde der Person für alle Menschen feierlich anerkannt, und es werden jedem Menschen die Rechte zugesprochen, die Wahrheit frei zu suchen, den Normen der Sittlichkeit zu folgen, die Pflichten der Gerechtigkeit auszuüben, ein menschenwürdiges Dasein zu führen.“ (PT 75) Dies schließt insbesondere die Freiheit mit ein, „seine Religion privat und öffentlich zu bekennen“. (PT 8) Dies war ein Novum angesichts des bisherigen religiösen Absolutheitsanspruchs der römischen Kirche und der erste Schritt zur 1965 erfolgten kirchlichen Anerkennung der Religionsfreiheit in Dignitatis humanae. Allerdings konzediert er, dass einige „mit Recht“ Einwände gegenüber einigen Kapiteln der Menschenrechtserklärung erheben würden (PT 75).
Weltpolitisch vertritt er in Pacem in terris die Auffassung, dass der Friede nur gesichert werden könne in einer Gesellschaft, in der Freiheit, Gerechtigkeit, Liebe und Anerkennung der Menschenrechte herrschten. Im Gegensatz zu seinem Vorgänger Pius XII. würdigt er ausdrücklich die Vereinten Nationen, die er als gottgewolltes „Zeichen der Zeit“ sieht. (PT 75)

### Gleichberechtigung von Mann und Frau
Papst Johannes betonte die Menschenrechte vor allem im Hinblick auf die Gleichberechtigung von Mann und Frau. Unter der Überschrift „Recht auf freie Wahl des Lebensstandes“ stellte er fest: „Darüber hinaus haben die Menschen das unantastbare Recht, jenen Lebensstand zu wählen, den sie für gut halten, d. h. also, entweder eine Familie zu gründen ... oder das Priestertum oder den Ordensstand zu ergreifen.“ (PT 9) Er beruft sich dabei auf „die allgemein bekannte Tatsache, dass die Frau am öffentlichen Leben teilnimmt“ und „dass die Frau jene Rechte und Pflichten in Anspruch nimmt, die der Würde der menschlichen Person entsprechen“ (PT 22). Damit habe, so Ida Raming und Stephan Rohn, Johannes XXIII. die Kirche für das Priestertum der Frau „geöffnet“. Das II. Vatikanum griff die Gleichberechtigung in der Pastoralkonstitution Gaudium et Spes (GS 29) auf: „Doch jede Form einer Diskriminierung in den gesellschaftlichen und kulturellen Grundrechten der Person, sei es wegen des Geschlechts oder der Rasse, der Farbe, der gesellschaftlichen Stellung, der Sprache oder der Religion, muß überwunden und beseitigt werden, da sie dem Plan Gottes widerspricht. Es ist eine beklagenswerte Tatsache, daß jene Grundrechte der Person noch immer nicht überall unverletzlich gelten; wenn man etwa der Frau das Recht der freien Wahl des Gatten und des Lebensstandes oder die gleiche Stufe der Bildungsmöglichkeit und Kultur, wie sie dem Mann zuerkannt wird, verweigert.“

### Kubakrise
Historische Verdienste erwarb sich Johannes XXIII. um die Überwindung der Kubakrise, als er mittels eines Briefes zwischen dem katholischen John F. Kennedy und Nikita Chruschtschow vermittelte. Das war möglich, weil Johannes XXIII. sich im Gegensatz zu seinem Vorgänger schon seit einiger Zeit um eine Verbesserung der Beziehungen zur Sowjetunion und insbesondere zu Chruschtschow bemüht hatte und dort auch auf eine positive Resonanz gestoßen war. Kennedy war das bekannt und deshalb schickte er auf dem Höhepunkt der Kubakrise einen Vertrauten nach Rom um den Papst zu bitten, einen Vermittlungsversuch zu unternehmen. Johannes XXIII. verfasste umgehend eine Friedensbotschaft, die er sowohl an Chruschtschow als auch an Kennedy richtete. Sie hatte folgenden Wortlaut: „Ich flehe die Staatsoberhäupter an, sich dem Schrei der Menschheit: Friede, Friede nicht zu verschließen. Mögen sie alles tun, was in ihrer Macht steht, um den Frieden zu retten ... Mögen sie weiter verhandeln“.
Am 24. Oktober 1962 stimmte Chruschtschow um 7 Uhr morgens diesem Vorschlag zu, um 11 Uhr begrüßte Kennedy diesen Appell. Zwei Tage später veröffentlichte die Prawda den Aufruf des Papstes in voller Länge. Am 28. Oktober gab Chruschtschow bekannt, dass die Raketen aus Kuba abgezogen würden. Danach verkündete der Papst einer großen Menschenmenge auf dem Petersplatz die frohe Botschaft unter anderem mit den Worten: „Ein neuer Geist bemächtigt sich allmählich der Gedanken von Politikern, Ökonomen, Wissenschaftlern und Schriftstellern.“

### Einberufung des II. Vatikanums
Am 25. Januar 1959 kündigte er vor zahlreichen Kardinälen in der Basilika Sankt Paul vor den Mauern unerwartet die Einberufung des Zweiten Vatikanischen Konzils an, das am 11. Oktober 1962 feierlich eröffnet wurde. Seine Vorgänger Pius XI. und Pius XII. hatten über eine Wiedereröffnung des abgebrochenen I. Vatikanischen Konzils zwar nachgedacht, aber letztlich darauf verzichtet.
Gegenüber dem französischen Philosophen Jean Guitton, den der Papst als ersten Laienbeobachter zum Konzil einlud, bekannte er sich dazu, schon sehr lange, seit Leo XIII. 1902 von den getrennten Brüdern sprach, über die Ökumene nachgedacht zu haben. Das Konzil sollte das „Aggiornamento“ (= „Aktualisierung“) der katholischen Kirche im 20. Jahrhundert einleiten und versinnbildlichen.
Den Abschluss des Konzils im Jahre 1965 erlebte Johannes XXIII. nicht mehr, denn am Pfingstmontag, 3. Juni 1963, erlag er einem Krebsleiden. Er starb um 19:45 Uhr im Apostolischen Palast. Die Zeitung Blick vermeldete den Tod von Johannes XXIII. bereits am 1. Juni 1963, zwei Tage zu früh.
Nachdem sein Leichnam unter Leitung der berühmten römischen Leichenpräparatorenfamilie Signoracci konserviert worden war, wurde er feierlich in den Vatikanischen Grotten beigesetzt. Nach seiner Seligsprechung wurde er 2001 in der Basilika selbst in einem gläsernen Sarg unter dem Altar des heiligen Hieronymus am rechten vorderen Vierungspfeiler zur Verehrung ausgestellt.
Sein Nachfolger wurde Giovanni Battista Kardinal Montini (1897–1978), der bereits den Verlauf des Zweiten Vatikanischen Konzils wesentlich geprägt hatte und den Papstnamen Paul VI. annahm. Er führte das Konzil 1965 zu Ende.

## Auszeichnungen und Ehrungen
- Am 11. Mai 1963 wurde dem Papst der Balzan-Preis für Humanität, Frieden und Brüderlichkeit unter den Völkern im Quirinalspalast in Rom überreicht.[22]
- In Deutschland sind mehrere Plätze und Straßen nach Angelo Giuseppe Roncalli benannt, unter anderem in Köln am Dom, Bonn-Lessenich/Meßdorf, Friedrich-Wilhelms-Hütte (Troisdorf), Rommerskirchen, Niederkassel, Düren, Oberhausen, Paderborn-Neuenbeken und Hannover-Oberricklingen; ferner auch eine Schule und zwar die Papst-Johannes-XXIII.-Schule in Pulheim.
- 1969 gab die Deutsche Bundespost eine Gedenkbriefmarke mit Johannes XXIII. heraus.

## Kirchen- und Pfarreinamen
- Kirchen
  - Johannes XXIII. (Greifensee) (Kanton Zürich, Schweiz)
  - Hl. Johannes XXIII. (Köln-Chorweiler)
  - Kirche der katholischen Hochschulgemeinde Köln – St. Johannes XXIII.
- Im Bistum Aachen wurde 2010 die Pfarrei St. Johannes XXIII. in Alsdorf aus fünf bis dahin selbstständigen Pfarren gebildet.[23] In Krefeld besteht die Katholische Kirchengemeinde Papst Johannes XXIII.[24]
- Bistum Speyer: Die Pfarrei Hl. Johannes XXIII. in Waldfischbach-Burgalben ist nach dem Papst benannt,[25] ebenfalls in Lambrecht (Pfalz). In Homburg trägt seit 2016 eine katholische Pfarrei den Namen Heiliger Johannes XXIII.[26]
- Im Bistum Rottenburg-Stuttgart besteht die Katholische Gesamtkirchengemeinde Stuttgart Johannes XXIII. (Degerloch, Heumaden, Hohenheim, Sillenbuch).[27]
- Im Erzbistum Freiburg gibt es die Katholische Seelsorgeeinheit Mannheim Johannes XXIII.[28]
- Im Erzbistum Berlin wurde am 1. Januar 2022 eine neue katholische Pfarrei gegründet, die den Namen des heiligen Papstes Johannes XXIII. trägt.[29]
- Im Bistum Mainz erhielt am 1. Januar 2024 die neue katholische Pfarrei in Viernheim den Namen des heiligen Johannes XXIII.
- In Wien besteht die Pfarre Hl. Johannes XXIII. in Neuerlaa und Wohnpark Alterlaa.[30]

## Enzykliken
Johannes XXIII. schrieb acht Enzykliken. Unter diesen gilt die Enzyklika Pacem in terris als die bedeutendste. Sie befasst sich mit den Wirren der beiden Weltkriege und ruft im Kontext des Kalten Krieges zur internationalen Zusammenarbeit für Frieden und Gerechtigkeit auf. Erstmals hat der Papst eine Enzyklika nicht nur an seinen Episkopat und an die Katholiken, sondern „an alle Menschen guten Willens“ adressiert.
Diese Enzykliken sind in chronologischer Reihenfolge:
- Ad Petri Cathedram (29. Juni 1959), Antrittsenzyklika
- Sacerdotii nostri primordia (1. August 1959), über den heiligen Pfarrer von Ars
- Grata recordatio (26. September 1959), über den Rosenkranz
- Princeps pastorum (28. November 1959), über die Missionen, einheimischen Klerus und Laienbeteiligung
- Mater et magistra (15. Mai 1961), über die Soziallehre der Kirche
- Aeterna Dei sapientia (11. November 1961), zum 1500-jährigen Gedenken an Papst Leo den Großen
- Paenitentiam agere (1. Juli 1962), über die Bedeutung der Buße
- Pacem in terris (11. April 1963), Friedensenzyklika

## Werke
- Geistliches Tagebuch und andere geistliche Schriften. Verlag Herder, Freiburg u. a. 1964, 4. Aufl. 1964.
- Brevier des Herzens, Geistl. Wegleitung durch das Jahr, mit einem Geleitwort von Julius Kardinal Döpfner, 1967.
- In seinem Dekalog der Gelassenheit schuf Johannes XXIII. zehn Gebote, in denen er auf undogmatische Weise eine einfache Lebensphilosophie anbot.[33]

## Verfilmungen
- Es kam ein Mensch: Auf den Spuren von Johannes XXIII. mit Rod Steiger, Italien 1965
- Ein Leben für den Frieden – Papst Johannes XXIII. EOS Entertainment, RAI Uno 2002
- Johannes XXIII. – Für eine Welt in Frieden (The Good Pope). Italien 2004, R: Ricky Tognazzi[34]